# Лысая (гора, Пятигорье)
Лы́сая (Баралык) — останцовая магматическая (палеовулканическая) гора в Пятигорье, на Кавказских Минеральных Водах. Высота 739 м. Памятник природы.
Расположена в восточной части Пятигорья, в правобережье реки Подкумок, на западной окраине станицы Лысогорская. Имеет вид асимметричного купола площадью 12,5 км² с относительно крутым (15—18°) северным и более пологим южным склонами. Сложена известняками, мергелями и глинистыми сланцами верхнего мела и палеогена, образующими сложный, разбитый разломами купол. На восточном склоне встречаются травертины. На абсолютной глубине 600 м скважинами вскрыто интрузивное тело бештаунитов.
Недра горы богаты разнообразными минеральными водами Лысогорского месторождения с оригинальным составом — хлоридными, сульфатно-хлоридными, сульфатно-гидрокарбонатными натриевыми и кальциево-натриевыми. Из растворённых газов в них преобладают азот, метан и сероводород, из микрокомпонентов — борная кислота, кремнезём и селен. Температура до 67 °С, минерализация 1,1—8,8 г/л, возрастающая на глубине до 23—32 г/л. Разведанные запасы вод 454 м³/сутки. Они рассматриваются как важный резерв гидроминеральных ресурсов курортов.

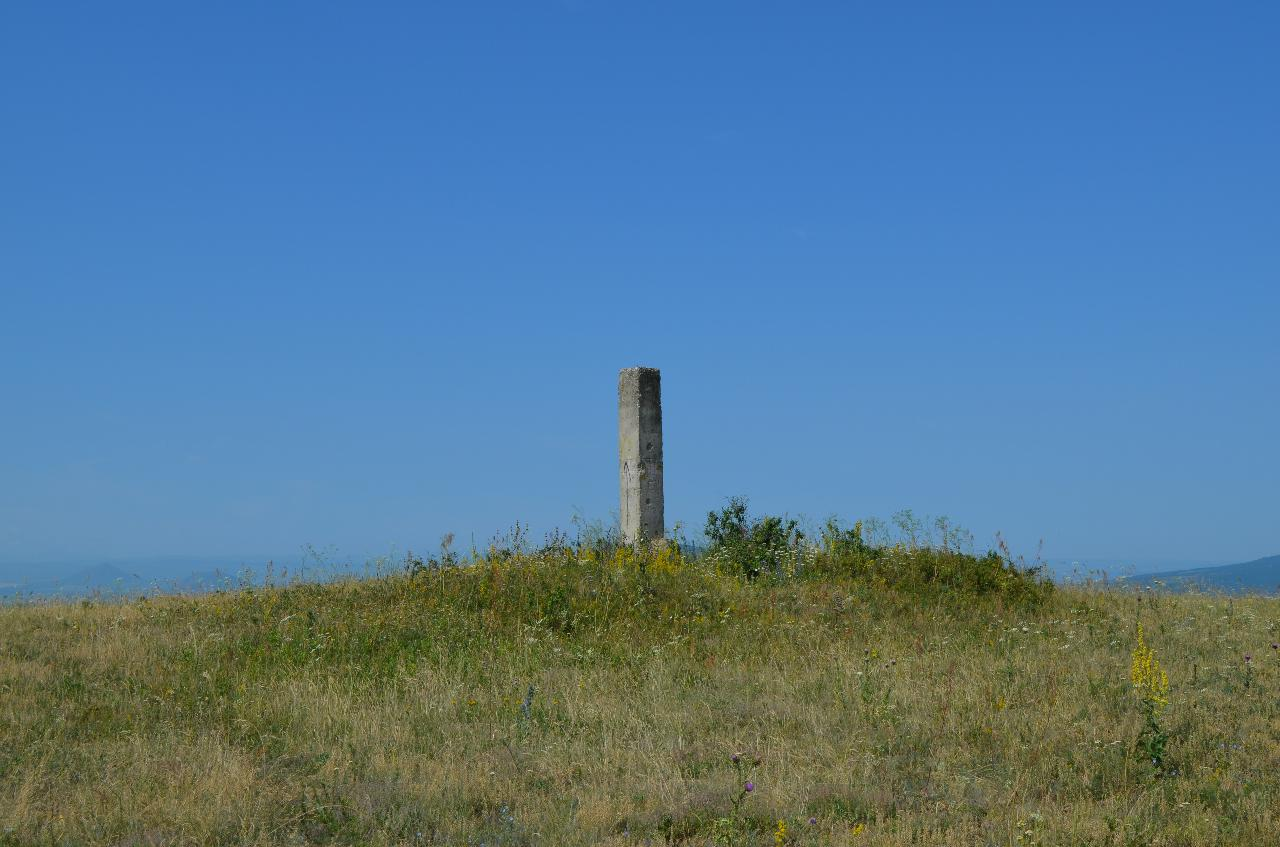
Вершина Лысой

На горе сохраняются богатые реликтовые природные фитокомплексы: широколиственный лес, переходящий в пойменный лес реки Подкумок, и луговидная степь, сменяющаяся во влажных понижениях лугами, а на сухих склонах — разнотравно-злаковой степью. Здесь много редких и реликтовых растений: мак прицветниковый, пушкиния пролесковидная, мерендера трехстолбиковая, асфоделина тонкая, катран Стевена и др.
Является краевым комплексным (ландшафтным) памятником природы (Постановление бюро Ставропольского краевого комитета КПСС и исполкома краевого Совета депутатов трудящихся от 15.09.1961 г. № 676 «О мерах по охране природы в крае»).